# Euryeidon sonthichaiae
Euryeidon sonthichaiae là một loài nhện trong họ Zodariidae.
Loài này thuộc chi Euryeidon. Euryeidon sonthichaiae được Pakawin Dankittipakul & Rudy Jocqué miêu tả năm 2004.